# Катастрофа A320 над Средиземным морем
Катастрофа A320 над Средиземным морем — крупная авиационная катастрофа, произошедшая 19 мая 2016 года. Авиалайнер Airbus A320-232 авиакомпании EgyptAir выполнял плановый рейс MS804 по маршруту Париж—Каир, но незадолго до начала захода на посадку (самолёт находился над Средиземным морем в 290 километрах от побережья) на его борту начался пожар около кабины пилотов. Лайнер начал неуправляемое снижение по спирали и в итоге рухнул в воду недалеко от греческих островов. Погибли все находившиеся на его борту 66 человек — 56 пассажиров и 10 членов экипажа.

## Самолёт
Airbus A320-232 (регистрационный номер SU-GCC, серийный 2088) был выпущен в 2003 году (первый полёт совершил 25 июля под тестовым б/н F-WWBH). 3 ноября того же года был передан авиакомпании EgyptAir. Оснащён двумя турбовентиляторными двигателями International Aero Engines V2527-A5. На день катастрофы 12-летний авиалайнер совершил 20 773 цикла «взлёт-посадка» и налетал 48 052 часа.

## Экипаж и пассажиры
Состав экипажа рейса MS804 был таким:
- Командир воздушного судна (КВС) — 36-летний Мохаммед С. Шукаир (англ. Mohammed S. Shoukair). Опытный пилот, налетал 6639 часов, 2108 из них на Airbus A320[9].
- Второй пилот — 25-летний Мохамед М. Ассем (англ. Mohamed M. Assem). Опытный пилот, налетал 2966 часов, 2771 из них на Airbus A320[9].

В салоне самолёта работали 5 бортпроводников.
Также в составе экипажа были 3 сотрудника службы безопасности.
| Гражданство       | Пассажиры | Экипаж | Всего |
| ----------------- | --------- | ------ | ----- |
| Алжир             | 1         | 0      | 1     |
| Бельгия           | 1         | 0      | 1     |
| Канада            | 1         | 0      | 1     |
| Чад               | 1         | 0      | 1     |
| Египет            | 30        | 10     | 40    |
| Франция           | 15        | 0      | 15    |
| Ирак              | 2         | 0      | 2     |
| Кувейт            | 1         | 0      | 1     |
| Португалия        | 1         | 0      | 1     |
| Саудовская Аравия | 1         | 0      | 1     |
| Судан             | 1         | 0      | 1     |
| Великобритания    | 1         | 0      | 1     |
| Итого             | 56        | 10     | 66    |

## Хронология событий

### Предшествующие обстоятельства
18 мая 2016 года Airbus A320-232 борт SU-GCC совершил 4 плановых рейса — MS834 (Асмэра—Каир), MS843 (Каир—Тунис), MS844 (Тунис—Каир) и MS803 (Каир—Париж). Во время этих перелётов системы оповещения в кабине экипажа сигнализировали о неполадках на борту вскоре после вылета из всех трёх аэропортов, где приземлялся лайнер. Эти оповещения о тревоге каждый раз влекли за собой техническую проверку на земле, которая показывала отрицательный результат, и самолёт снова взлетал и продолжал маршрут над Средиземным морем.
Впоследствии французские СМИ (телеканал «France 3» и газета «Le Parisien») сообщили (2 июня 2016 года) о том, что за день до катастрофы с борта рейса MS804 многократно поступали сигналы о неполадках.

### Катастрофа, поисковая операция

График высоты и скорости полёта рейса 804

18 мая 2016 года рейс MS804 вылетел из Парижа в 23:09 CEST (21:09 UTC), на его борту находились 10 членов экипажа и 56 пассажиров. Полёт рейса 804 проходил на эшелоне FL370 (11 300 метров). В 02:29 EET (00:29 UTC) метка лайнера исчезла с экранов радиолокаторов над Средиземным морем.
Сразу после сигнала об исчезновении самолёта авиакомпания EgyptAir создала экстренный оперативный штаб для отслеживания ситуации. В поисково-спасательной операции были задействованы военные и гражданские корабли и авиация Египта, Греции, Франции, Великобритании и США.
20 мая 2016 года Европейское космическое агентство (ЕКА) заявило, что спутник «Sentinel-1A» сфотографировал масляное пятно на поверхности моря в 40 километрах на юго-восток от последнего известного местоположения рейса MS804 в точке с координатами 33°32′ с. ш. 29°13′ в. д., но, возможно, этот след имел и другое происхождение.
20 мая ВМС и ВВС Египта обнаружили место предполагаемого падения лайнера, а также фрагменты тел пассажиров, части пассажирских кресел, багажа и другие обломки самолёта примерно в 290 километрах к северу от Александрии (Египет). В тот же день в район поисков из Франции вышел военный корабль «Enseigne de vaisseau Jacoubet», оснащённый гидролокатором, засекающим под водой сигналы маяков бортовых самописцев.
21 мая египетское военное ведомство опубликовало фотографии с места катастрофы, на которых видны деформированные части фюзеляжа лайнера, спасательные жилеты и личные вещи пассажиров рейса 804. Все 66 человек, находившиеся на борту самолёта, были признаны погибшими.
22 мая президент Египта Абдул-Фаттах Халил Ас-Сиси заявил, что в район катастрофы направлен автоматический подводный аппарат, достигающий глубины 3000 метров для поиска обломков самолёта на дне и извлечения бортовых самописцев.
16 июня был найден и поднят на поверхность речевой самописец, 17 июня был найден параметрический самописец.

## Реакция
Через несколько часов после катастрофы Министр гражданской авиации Египта Шариф Фатхи (англ. Sharif Fathi) заявил репортёрам, что наиболее вероятная причина катастрофы рейса MS804 — теракт, а не техническая неисправность самолёта. Но уже 22 мая он использовал более обтекаемые формулировки и призвал не делать поспешных выводов. Ни одна из террористических организаций не взяла на себя ответственности за катастрофу.
Сразу после катастрофы пресс-секретарь авиакомпании EgyptAir заявил, что от пилотов рейса 804 было получено сообщение о чрезвычайной ситуации на борту. Однако позже эта информация была опровергнута египетскими военными и авиакомпанией EgyptAir. Но 22 мая 2016 года французский телеканал «M6» заявил, что получил информацию от одного неназванного представителя официального расследования во Франции о том, что один из пилотов рейса 804 связался с наземными службами в Египте за несколько минут до исчезновения самолёта с радаров и якобы передал информацию о том, что в самолёте наблюдается задымлённость и он решил совершить аварийное снижение. В тот же день это утверждение было опровергнуто властями Египта.

## Расследование
Расследование причин катастрофы рейса MS804 проводят представители французского Бюро по расследованию и анализу безопасности гражданской авиации (BEA), Министерства гражданской авиации Египта (ECAA) и американского Национального совета по безопасности на транспорте (NTSB), а также специалисты «Airbus» (компании-производителя разбившегося самолёта).
Министр обороны Греции Паннос Камменос заявил, что перед тем, как исчезнуть с экрана греческого военного радара, самолёт сделал поворот на 90° влево, а затем разворот 360° вправо до того, как он снизился до эшелона FL150 (4550 метров), а затем до эшелона FL100 (3050 метров), после чего исчез с экранов радаров.
За 7 минут до потери связи с самолётом было получено несколько автоматических сообщений от ACARS (Адресно-отчётная система авиационной связи), сигнализирующие о множестве проблем на борту, включая возможный пожар в туалете и главном отсеке электроники.
| Время (UTC) | ATA    | Сообщение ACARS         | Примечания                                                                   |
| ----------- | ------ | ----------------------- | ---------------------------------------------------------------------------- |
| 00:26       | 3044   | ANTI ICE R WINDOW       | Сигнал ошибки в системе обогрева правого окна кабины экипажа                 |
| 00:26       | 561200 | R SLIDING WINDOW SENSOR | Сигнал ошибки закрытия правой форточки в кабине экипажа                      |
| 00:26       | 2600   | SMOKE LAVATORY SMOKE    | Сигнал о дыме в отсеке туалета                                               |
| 00:27       | 2600   | AVIONICS SMOKE          | Сигнал о дыме в отсеке авионики                                              |
| 00:28       | 561100 | R FIXED WINDOW SENSOR   | Сигнал ошибки датчика правого неоткрываемого окна в кабине экипажа           |
| 00:29       | 2200   | AUTO FLT FCU 2 FAULT    | Сигнал об отказе комплекта автопилота №2 на панели Flight Control Unit (FCU) |
| 00:29       | 2700   | F/CTL SEC 3 FAULT       | Сигнал об отказе компьютера управления поверхностями/рулями (SEC 3)          |

После 00:29 больше никаких сообщений от системы ACARS не было получено до потери контакта с самолётом.
Все 3 окна, указанные в сообщениях, находятся в кабине экипажа со стороны второго пилота. Также в носовой части лайнера расположены передний туалет, узел ввода/вывода команд для автопилотов БСУ (FCU) и компьютер системы управления рулевыми поверхностями (SEC 3), один из семи на А320. По мнению ряда пилотов-экспертов, это может указывать на взрыв бомбы в кабине пилотов.
24 мая агентство «Associated Press» со ссылкой на экспертов-криминалистов сообщило, что анализ останков погибших указывает на взрыв на борту; при этом, по словам экспертов, следы взрывчатых веществ пока не найдены.
По сообщению газеты «Le Figaro» от 16 сентября, французские следователи и криминалисты обнаружили на обломках самолёта следы взрывчатки, но (со слов криминалистов) говорить утвердительно о версии теракта пока преждевременно.
30 декабря 2019 года появилась информация, что причиной катастрофы рейса MS804 стала утечка кислорода в кабине экипажа, приведшая к пожару на борту.

### Версия со взрывом iPhone
В январе 2017 года появилась информация о том, что взрыв и пожар на борту рейса MS804 произошли из-за взрыва iPhone, принадлежавшего второму пилоту. В аэропорту Парижа второй пилот рейса 804 якобы положил свои iPhone 6s и iPad mini рядом с четырьмя флаконами духов; все предметы располагались на верхней части приборной панели. Как отмечается, согласно данным с бортовых самописцев, сигнал пожарной тревоги в кабине экипажа сработал именно со стороны второго пилота.
В мае 2017 года адвокаты родственников погибших в катастрофе подали в суд на компанию «Apple». Истцы полагали, что самолёт разбился из-за взорвавшегося iPhone или iPad.

### Версия с курением пилотов в кабине экипажа
В апреле 2022 года появилась информация о том, что курение пилотов в кабине и последующее воспламенение кислорода могло привести к пожару на борту и падению пассажирского самолёта египетской авиакомпании EgyptAir в мае 2016 года. Об этом сообщил информационный портал «Avionews» со ссылкой на документ, направленный в Апелляционный суд Парижа, который призван раскрыть новые обстоятельства катастрофы рейса MS804 над Средиземным морем.
По данным доклада, пилоты (предположительно) курили в кабине во время полёта и из-за воспламенения утекшей кислородной смеси в маске второго пилота произошёл пожар, ставший причиной падения лайнера. В докладе также отмечается, что заменённая за 3 дня до катастрофы кислородная маска была активирована в режиме «аварийной работы» (выпуск кислорода под давлением) и при взаимодействии с зажжённой сигаретой это могло спровоцировать возгорание. Все эти выводы были сделаны на основании данных расшифровки речевого самописца.

### Окончательный отчёт расследования
Окончательный отчёт расследования ECAA был опубликован 30 октября 2024 года.
Согласно отчёту, причиной катастрофы рейса MS804 стал взрыв, произошедший около кухни за кабиной пилотов. Последовавший после взрыва пожар быстро распространился и привёл к отказу множества систем и поступлению кислорода внутрь кабины экипажа, который усилил огонь.

## Последствия катастрофы
- 21 мая 2016 года мэр Каира объявил минуту молчания в память о погибших в авиакатастрофе A320 рейса 804. 19 мая 2017 года в Каире был открыт мемориал, посвящённый рейсу 804.
- Авиакомпания EgyptAir в знак уважения к пассажирам и экипажу рейса 804 сменила номер рейса Париж—Каир с MS804 на MS802, а номер обратного рейса Каир—Париж с MS803 на MS801.

## Культурные аспекты
Катастрофа рейса 804 EgyptAir показана в 23 сезоне канадского документального телесериала Расследования авиакатастроф в серии Загадка над Средиземным морем.